# Avesnes-le-Sec
Avesnes-le-Sec is een gemeente in het Franse Noorderdepartement (Frans: département du Nord) (regio Hauts-de-France). De plaats maakt deel uit van het arrondissement Valenciennes. De gemeente telde 1.453 inwoners op 1 januari 2022.

## Geografie
De oppervlakte van Avesnes-le-Sec bedroeg op 1 januari 2022 10,39 vierkante kilometer; de bevolkingsdichtheid was toen 139,8 inwoners per km².

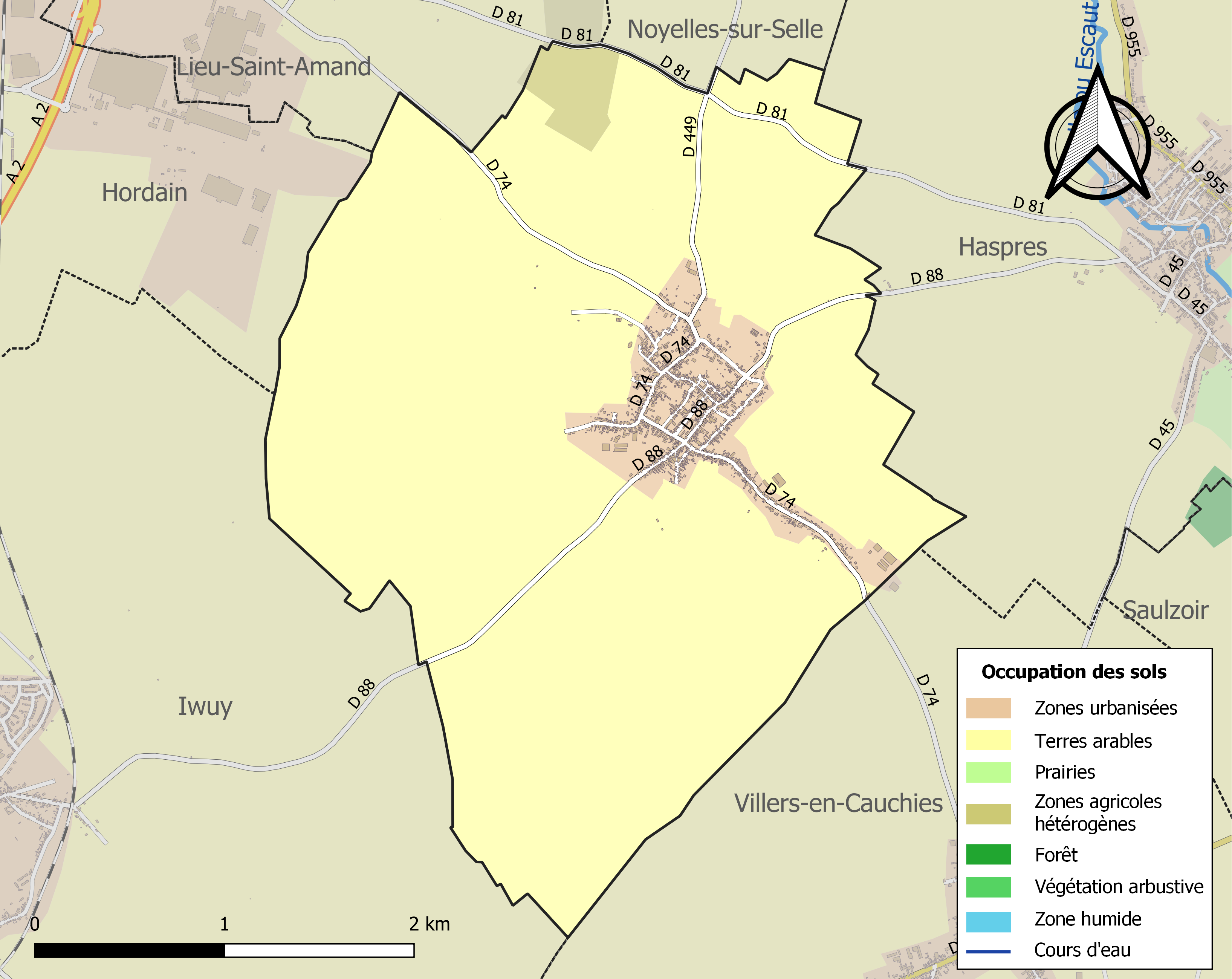
Kaart van de gemeente met belangrijkste infrastructuur, bodemgebruik en omliggende gemeenten

## Bezienswaardigheden
- Avesnes-le-Sec Communal Cemetery Extension, een oorlogskerkhof uit de Eerste Wereldoorlog
- De ruïne van de Moulin de Pierre, een torenmolen, uitgevoerd in witte kalksteen.
- De Sint-Aubertuskerk

## Demografie
Onderstaande figuur toont het verloop van het inwonertal (bron: INSEE-tellingen).